# Landskapet Åland
Ålands offentliga förvaltning ansvarar för det självstyrda landskapets myndighetsutövning, service och infrastruktur. Förvaltningen styrs av Ålands landskapsregering och omfattar centralförvaltningen, fristående myndigheter, offentligt ägda bolag samt andra offentligrättsliga och stödjande organisationer.

## Ledning
Ålands offentliga förvaltning leds av landskapsregeringen, vars politiska ledamöter ansvarar för olika verksamhetsområden. Den högsta ledningen har sitt säte i Självstyrelsegården i Mariehamn.

## Organisationsstruktur
Förvaltningen är organiserad i fyra huvuddelar: centralförvaltningen, fristående myndigheter, offentligt ägda bolag samt övriga offentligrättsliga och stödjande organisationer. Nedan ges en översikt av dessa huvuddelar och deras funktioner.

### Centralförvaltningen
Centralförvaltningen är direkt underställd landskapsregeringen och består av sju avdelningar:
- Finansavdelningen
- Kansliavdelningen
- Lagberedningen
- Näringsavdelningen
- Social- och miljöavdelningen
- Infrastrukturavdelningen
- Utbildnings- och kulturavdelningen

Varje avdelning är indelad i byråer och, i vissa fall, ytterligare enheter. Exempel på underlydande verksamheter är Ålands teknologicentrum och Ålands fiskodling.

#### Infrastrukturavdelningen
Infrastrukturavdelningen ansvarar för trafiksystem, vägar, broar, färjor, hamnar och farleder på Åland.  
Landskapsvägarna regleras av självstyrelselagen och är separata från riksvägnätet. Förvaltningen omfattar även planering och drift av kollektivtrafik och skärgårdstrafik via Ålandstrafiken, samt underhåll av större och mindre hamnar.

### Fristående myndigheter
Fristående myndigheter har särskilda förvaltningsuppgifter men är underställda landskapsregeringen. Exempel på sådana myndigheter är:
- Datainspektionen
- Fordonsmyndigheten
- Ålands arbetsmarknads- och studieservicemyndighet (AMS)
- Ålands hälso- och sjukvård (ÅHS)
- Ålands miljö- och hälsoskyddsmyndighet (ÅMHM)
- Ålands polismyndighet
- Ålands statistik- och utredningsbyrå (ÅSUB)

### Offentligt ägda bolag
Landskapet Åland äger, helt eller delvis, ett antal bolag med varierande samhällsuppdrag. Exempel på sådana bolag är:
- Norra Ålands Industrihus Ab
- Posten Åland Ab (100 %)[källa behövs]
- Ålands Industrihus Ab (85,92 %)[källa behövs]
- Ålands Radio och TV Ab
- Ålands Utvecklings Ab (ÅUAB)
- Ålands Vatten Ab (28,17 %)[källa behövs]

### Offentligrättsliga och stödjande organisationer
Vid sidan av myndigheter och bolag finns offentligrättsliga föreningar och andra organisationer som stöder den offentliga verksamheten:
- Ålands Penningautomatförening (Paf)
- Ålandskontoret i Helsingfors
- Ålandskontoret i Stockholm
- Ålands Sjösäkerhetscentrum
- Ålands Landsbygdscentrum
- Ålands miljölaboratorium